# Apochthonius minor
Apochthonius minor es una especie de arácnido  del orden Pseudoscorpionida de la familia Chthoniidae.

## Distribución geográfica
Se encuentra en Georgia (Estados Unidos).